# 汉贝格
汉贝格是德国石勒苏益格－荷尔斯泰因州的一个市镇。总面积6.74平方公里，总人口1461人，其中男性735人，女性726人（2011年12月31日），人口密度217人/平方公里。